# Evelyn Omavowan Oboro
Evelyn Omavowan Oboro (nascida em 1971) é uma política nigeriana e membro da Câmara dos Representantes Federal. Ela representou o círculo eleitoral de Okpe, Sapele e Uvwie do Estado do Delta na 7ª e 8ª Assembleia Nacional. Ela foi eleita na lista do Partido Democrático Popular (PDP).

## Educação e carreira
Ela recebeu o Certificado de Escola da África Ocidental na Escola Secundária Alegbo, Effurum em 1988 antes de se candidatar para estudar Educação na Delta State University, onde obteve o diploma de bacharel em 1997. Ela obteve um Mestrado em Administração Pública em 2002 e uma licenciatura em Direito em 2009 também pela Delta State University.
 